# Marek Matuszewski
Marek Matuszewski (ur. 14 sierpnia 1959 w Zgierzu) – polski polityk i przedsiębiorca, poseł na Sejm V, VI, VII, VIII, IX i X kadencji.

## Życiorys
W młodości uprawiał hokej na lodzie we Włókniarzu Zgierz, później podjął występy w amatorskim zespole AKH Zgierz. 3 czerwca 2016 został wiceprezesem Polskiego Związku Hokeja na Lodzie.
Ukończył Technikum Samochodowe w Łodzi w 1988. Prowadził własną działalność jako współwłaściciel dwóch stacji benzynowych. W latach 1994–1998 był radnym Zgierza, później przez cztery lata zasiadał w radzie powiatu zgierskiego. Od 2002 do 2005 przewodniczył zgierskiej radzie miejskiej. Należał do Ruchu Społecznego AWS, w 2002 przystąpił do Prawa i Sprawiedliwości.
W 2005 z listy PiS został wybrany na posła V kadencji w okręgu sieradzkim. W wyborach parlamentarnych w 2007 po raz drugi uzyskał mandat poselski, otrzymując 12 777 głosów. W 2011 ponownie wybrany do Sejmu, dostał 16 207 głosów.
W 2009 i 2014 bez powodzenia kandydował do Parlamentu Europejskiego. W 2015 został ponownie wybrany do Sejmu, otrzymując 13 880 głosów. 20 listopada 2018 został zawieszony w prawach członka partii w związku z „działaniem na szkodę PiS w okręgu łódzkim”.
W wyborach w 2019 i 2023 z powodzeniem ubiegał się o poselską reelekcję, otrzymując odpowiednio 13 392 głosy oraz 17 412 głosów.